# Oronzio De Donno
Oronzio De Donno (Maglie, 17 ottobre 1819 – Lecce, 21 luglio 1886) è stato un patriota e politico italiano.

## Biografia
Iniziò la propria attività politica iscrivendosi alla Giovine Italia di Giuseppe Mazzini. Coinvolto nelle vicende giudiziarie conseguenti la repressione borbonica post-quarantottesca, dovette riparare a Corfù, non prima aver trascorso lunghi mesi alla macchia nelle campagne di Maglie, sotto la protezione di vari signori della città, su tutti i Garzya. Dall'isola greca continuò a tenere i contatti con Terra d'Otranto e con le vicende unitarie.
Sotto la spinta degli eventi unitari, tornò in patria candidandosi al nuovo parlamento dell'Italia unita per il collegio di Maglie (1861), scegliendo come campo però il moderatismo della destra storica. Riuscito eletto, ricevette la cittadinanza leccese. Col passare del tempo e con il definirsi del carattere campanilistico e provincialistico delle lotte politiche nel meridione, in specie in Terra d'Otranto e nel collegio di Maglie, Oronzio De Donno divenne bersaglio polemico non solo dell'opposizione democratica e repubblicana e di quella campanilistica di Galatina, ma divenne oggetto dell'ostracismo politico dei cugini Achille e Alessandro De Donno, che passarono ad organizzare puntualmente i comizi d'opposizione in Galatina ad ogni ulteriore appuntamento elettorale.
Oronzio De Donno venne eletto nel collegio per ben tre volte (1861, 1870 e 1874), di queste, l'elezione del 1874 venne avvelenata da gravi accuse, che gli venivano rivolte, di aver inculcato il voto ai cittadini attraverso il ricorso al clientelismo e all'operato prefettizio. Ricoperse importanti cariche nella magistratura di Stato - fu consigliere della Corte di Appello - non prima di essere stato insignito di una medaglia d'oro conferitagli dalla sua città Maglie, per i servigi resi e per essere riuscito a determinare il passaggio della ferrovia Lecce-Otranto da Maglie e non da Galatina o da Martano.
Morirà negli anni ottanta dell'Ottocento, lasciando la sua eredità politica al figlio Vincenzo.